# Harry Muskee
Harry Muskee (10. června 1941 – 26. září 2011) byl zpěvák skupiny Cuby + Blizzards, kterou spoluzaložil s Eelco Gellingem, který ze skupiny později odchází do známějších Golden Earring. Muskee zemřel na rakovinu ve věku 70 let.